# يوجين ستراتون
يوجين ستراتون (بالإنجليزية: Eugene Stratton) هو مغني أمريكي، ولد في 8 مايو 1861 في بوفالو في الولايات المتحدة، وتوفي في 15 سبتمبر 1918 في كرايستشرش في نيوزيلندا.

## وصلات خارجية
- يوجين ستراتون على موقع ميوزك برينز (الإنجليزية)
- يوجين ستراتون على موقع ديسكوغز (الإنجليزية)